# Großau (Gemeinde Raabs an der Thaya)
Großau ist eine Ortschaft und eine Katastralgemeinde der Stadtgemeinde Raabs an der Thaya im Bezirk Waidhofen an der Thaya im niederösterreichischen Waldviertel mit 112 Einwohnern (Stand 1. Jänner 2024). Bis Ende 1970 bildete Großau eine selbständige Gemeinde.

## Geografie
Das Dorf liegt nördlich von Raabs am Grundlbach. Durch den Ort führt die Landesstraße L52, von der hier die L1257 abzweigt. Zur Ortschaft gehört auch die Lage Waldhaus. Am 1. April 2020 umfasste die Ortschaft 79 Adressen.

## Siedlungsentwicklung
Zum Jahreswechsel 1979/1980 befanden sich in der Katastralgemeinde Großau insgesamt 86 Bauflächen mit 49.435 m² und 85 Gärten auf 78.185 m², 1989/1990 gab es 88 Bauflächen. 1999/2000 war die Zahl der Bauflächen auf 119 angewachsen und 2009/2010 bestanden 126 Gebäude auf 251 Bauflächen.

## Geschichte
Nach der Aufgabe der Burg Ödengroßau, die direkt an der Thaya lag, übersiedelte die Herrschaft um 1300 in den heutigen Ort. Durch diesen Ort verlief seit der Zeit um 1100 die Grenze der Grafschaften Raabs und Pernegg, womit in Großau zwei Herrschaften zuständig waren und somit auch zwei Ansitze existierten. Die Grenze bildete der Grundlbach.
Im Jahr 1822 wurde der Ort als Dorf mit 44 Häusern genannt, das über eine Pfarre und eine Schule verfügte. Die Herrschaft Großau besaß die Ortsobrigkeit, besorgte die Konskription und hatte die Grundherrschaft inne. Die Landgerichtsbarkeit wurde von den Herrschaften Drosendorf und Herrschaft Raabs ausgeübt. Laut Adressbuch von Österreich waren im Jahr 1938 in der Ortsgemeinde Großau ein Arzt, zwei Bäcker, ein Bierhändler, ein Eier- und Butterhändler, zwei Fleischer, ein Friseur, drei Gastwirte, drei Gemischtwarenhändler, eine Hebamme, zwei Milchhändler, ein Schlosser, ein Schmied, zwei Schneider und vier Schneiderinnen, drei Schuster, ein Trafikant, zwei Tischler, zwei Viehhändler und zahlreiche Landwirte ansässig. Die Gutsverwaltung Grossau betrieb zudem eine Ziegelei. 1857 wurde eine Ackerbauschule auf dem Anwesen des Gründers, des Landtagsabgeordneten Ludwig Freiherrn von Villa-Secca eröffnet.
Um 1850 konstituierten sich die Katastralgemeinden Großau, Süßenbach und Zemmendorf zur politischen Gemeinde Großau. Im Rahmen der Niederösterreichischen Kommunalstrukturverbesserung trat die damalige Gemeinde Grossau per 1. Jänner 1971 der Stadtgemeinde Raabs an der Thaya bei.

## Bodennutzung
Die Katastralgemeinde ist landwirtschaftlich geprägt. 431 Hektar wurden zum Jahreswechsel 1979/1980 landwirtschaftlich genutzt und 84 Hektar waren forstwirtschaftlich geführte Waldflächen. 1999/2000 wurde auf 433 Hektar Landwirtschaft betrieben und 83 Hektar waren als forstwirtschaftlich genutzte Flächen ausgewiesen. Ende 2018 waren 430 Hektar als landwirtschaftliche Flächen genutzt und Forstwirtschaft wurde auf 83 Hektar betrieben. Die durchschnittliche Bodenklimazahl von Großau beträgt 40,7 (Stand 2010).

## Kultur und Sehenswürdigkeiten
- Schloss Grossau
- Katholische Pfarrkirche Großau hl. Laurenz

## Persönlichkeiten
- Ludwig von Villa-Secca (1822–1894), Gutsbesitzer und Politiker, betrieb im Schloss die erste Ackerbauschule Niederösterreichs

## Wirtschaft und Infrastruktur
- In Großau befindet sich ein Kindergarten.[8]